# Шварценборн (Ајфел)
Шварценборн (њем. Schwarzenborn) општина је у њемачкој савезној држави Рајна-Палатинат. Једно је од 107 општинских средишта округа Бернкастел-Витлих. Према процјени из 2010. у општини је живјело 49 становника. Посједује регионалну шифру (AGS) 7231116.

## Географски и демографски подаци
Шварценборн се налази у савезној држави Рајна-Палатинат у округу Бернкастел-Витлих. Општина се налази на надморској висини од 420 метара. Површина општине износи 5,1 km². У самом мјесту је, према процјени из 2010. године, живјело 49 становника. Просјечна густина становништва износи 10 становника/km².